# Малые Арбаты (река)
Малые Арбаты́ — горная река в Хакасии, правый приток реки Абакан. Длина — 28 км.
Берёт начало у подножия горы Изых (1440 м), вершины Джойского хребта, в Таштыпском районе Хакасии. Имеет притоки: Семенов, Павлов, Ефремов 1-й, Ефремов 2-й, Грязный, Черемшанка, Чашин, Язык. В устье находится посёлок Малые Арбаты. Богата рыбой.

## Данные водного реестра
По данным государственного водного реестра России относится к Енисейскому бассейновому округу. Речной бассейн реки — Енисей, речной подбассейн реки — Енисей между слиянием Большого и Малого Енисея и впадением Ангары, водохозяйственный участок реки — Енисей от Саяно-Шушенского гидроузла до впадения реки Абакан.